# 최정숙 (1902년)
최정숙(崔貞淑, 1902년 2월 10일 ~ 1977년 2월 22일)은 한국의 독립운동가, 여성 교육자이다.
1902년 제주 출생으로, 천주교도였다. 1914년 신성여학교, 1918년 진명여자고등보통학교를 졸업하고 1919년 경성여자고등보통학교 사범과에 입학하였다. 1919년 3.1 운동에 참여하였다가 옥살이를 했고 출옥 후 여러 학교에서 교편을 잡고 여성 계몽, 민족 계몽 활동을 하였다. 1942년 경성여자의학전문학교를 졸업하고 의사면허를 받았다.
광복 이후 고수선과 함께 대한부인회를 조직하였고 신성여학교를 재건하여 1946년 신성여자중학원, 1953년 신성여자고등학교를 개교하였다. 이후 대한적십자사 제주지사 부지사장, 제주도중등교육회 회장, 대한결핵협회 제주도지부장 등을 역임하였다. 1964년 초대 제주도교육감에 피선되어 4년 간 재임하였다.
1955년 로마교황 훈장, 1967년 제2회 5·16민족상 교육부문 본상을 수상하였다. 1993년 3·1절에 대통령 표창이 추서되었다.